# Planonasus indicus
Planonasus indicus ist ein Tiefseehai aus der Familie der Pseudotriakidae, der Anfang 2018 erstbeschrieben wurde. Die Typusexemplare wurden in Tiefen von 200 bis 1000 Metern am oberen Kontinentalhang des südlichen Indischen Subkontinents vor den Küsten des indischen Bundesstaates Kerala, bei Sri Lanka und bei den nördlichen Malediven von Fischereischiffen gefangen.

## Merkmale
Die Fische sind einfarbig dunkelbraun bis schwärzlich und zeigen keinerlei Markierungen wie Flecken oder Streifen. Die Unterseiten von Kopf und Rumpf, die Kopfseiten und die Ränder der Flossen, die bei vielen Haiarten anders gefärbt sind, haben die gleiche Färbung wie der Rücken. Die bisher gefangenen und untersuchten Exemplare waren 49 bis 64 cm lang. Ihr Körper ist langgestreckt und weich. Vorne, zwischen der Basis der Brustflossen und dem Beginn der ersten Rückenflosse, sind sie eher stämmig. Der Kopf ist breit und flach, seine Länge liegt bei 23 bis 24,6 % der Gesamtlänge der Fische. Augen, Spritzlöcher und Kiemenschlitze sind sehr groß. Eine Nickhaut ist nicht vorhanden oder nur rudimentär entwickelt. Die Zähne sind klein und zahlreich und unterscheiden sich in Ober- und Unterkiefer deutlich. Im Oberkiefer haben die Zähne eine große mittlere Spitze, flankiert von je einer kleinen Spitze an jeder Zahnseite. Sie stehen dort in 118 bis 122 Reihen mit 5 bis 6 Zähnen in einer Reihe. Die Zähne der mittleren vier Reihen sind auffallend kleiner als die übrigen Zähne im Oberkiefer. Im Unterkiefer stehen die Zähne in 153 bis 156 Reihen. Die Zähne der mittleren 26 Reihen sind in Form eines Quincunx angeordnet. Sie haben eine große mittlere Spitze, flankiert von je zwei kleinen Spitze an jeder Zahnseite. Die an den Kieferseiten stehenden Zähne haben drei oder fünf gleich große Spitzen. Sie bilden zusammen eine kammartige Struktur. Die Placoidschuppen auf dem Kopf und unterhalb der Schnauze sind tropfenförmig oder haben die Form eines Diamanten, an den Körperseiten besitzen sie einen nach hinten weisenden Stachel. Sie überlappen sich nicht. Die Brustflossen sind mittelgroß, dreieckig und  am Ende breit und konvex. Der Beginn ihrer Basis liegt unter dem vierten Kiemenschlitz. Auch die Bauchflossen sind dreieckig und am Ende konvex. Die erste Rückenflosse liegt vor der Bauchflossenbasis, ist mittellang und hat die Form eines niedrigen Dreiecks mit einer abgerundeten oberen Spitze und einem scharf zugespitzten hinteren Ende. Die zweite Rückenflosse liegt über oder etwas hinter der Bauchflossenbasis. Sie ist etwa ebenso lang oder nur wenig kürzer als die erste, aber deutlich höher. Ein Interdorsalkamm ist nicht vorhanden. Die Afterflosse ist niedrig und etwa halb so hoch wie die zweite Rückenflosse. Sie liegt der zweiten Rückenflosse gegenüber. Der Schwanzstiel ist schlank und seitlich leicht abgeflacht. Die Schwanzflosse ist heterocerk mit einem schmalen Lobus. Der Holotyp hat 132 Wirbel. Der Spiraldarm hat 12 Windungen.
Von Planonasus parini kann Planonasus indicus vor allem durch das Fehlen einer weißen Färbung an der Spitze der ersten Rückenflosse unterschieden werden. Das Innere des Maules und die Zunge sind nicht mit Papillen besetzt, wie bei Planonasus parini und Planonasus indicus hat mehr Zahnreihen im Unterkiefer
(153–156 vs. 115–120).

## Lebensweise
Da die Art bisher nur durch tote, von Fischereibooten gefangene Exemplare bekannt ist, ist über ihre Lebensweise so gut wie nicht bekannt. In einem der Typusexemplare, ein 64 cm langes Weibchen, fand man zahlreiche weiße Eier, weshalb man davon ausgehen kann das sich die Art ovipar vermehrt.

## Belege
1. 1 2 3 4  Ebert, D. A., K. V. Akhilesh and S. Weigmann (2018): Planonasus indicus sp. n., a new species of pygmy false catshark (Chondrichthyes: Carcharhiniformes: Pseudotriakidae), with a revised diagnosis of the genus and key to the family. Marine Biodiversity, August 2018, DOI: 10.1007/s12526-018-0915-4.